# آرزوهای بزرگ: مسابقه دیوانه‌وار
آرزوهای بزرگ: مسابقهٔ دیوانه‌وار (انگلیسی: Total Drama Presents: The Ridonculous Race) یک مجموعهٔ پویانمایی واقع‌نمای کانادایی است. این سریال اسپین‌آف سریال اصلی آرزوهای بزرگ است که در سال ۲۰۰۷ ایجاد شده و سری دوم نیز به عنوان بخشی از فرنچایزهای کلی ایجاد شده‌است. این مجموعه توسط فرش تی‌وی ساخته شده و توسط کیک انترتینمنت توزیع شده‌است. این سریال اولین بار در ۷ سپتامبر ۲۰۱۵ در ایالات متحده از کارتون نت‌ورک پخش شد در حالی که در کانادا بود، این سریال برای اولین بار در ۴ ژانویه ۲۰۱۶ در نسخه کانادایی شبکه کارتون پخش شد. این سریال همچنین از ۱۲ دسامبر ۲۰۱۵ از استرالیا از ای‌بی‌سی می پخش شد. این سریال مانند سری اصلی شامل ۲۶ قسمت در هر فصل است.